# Black and White Town
Black and White Town è il primo singolo estratto dal terzo album dei Doves, Some Cities. Il singolo è stato pubblicato come Cd promo il 13 dicembre 2004 e come singolo il 7 febbraio 2005. Il singolo diviene uno dei più grandi successi del gruppo britannico ed entra nella top 10 in Gran Bretagna, raggiungendo il sesto posto tra le hit. L'atmosfera del singolo è fortemente condizionata dal pianoforte e dalle chitarre suonate all'unisono, con Andy Williams alle percussioni. Il video musicale è stato girato a Summerston, area residenziale di Glasgow. Esistono dei tagli del video, con filmati diversi, sul DVD della versione limitata dell'album Some Cities.
La canzone è stata usata prevalentemente dalla BBC come copertura del Sei Nazioni 2005. È ancora oggi utilizzata come copertura di tutte le partite internazionali di rugby trasmesse dalla BBC. È stata usata anche in alcuni trailer della BBC come Gavin & Stacey. Il singolo è utilizzato anche da Sky come copertura per le partite di UEFA Champions League. È presente come traccia su FIFA 2006, dove è stato erroneamente messo come traccia dell'album Stars of CCTV degli Hard-Fi.

## Tracce
Tutte le tracce sono state scritte e composte da Jez Williams, Jimi Goodwin e Andy Williams eccetto ove segnalato.
Promo CD (HVN145CDRP)
1. Black and White Town 4:23
2. Black and White Town (instrumental) 4:23

UK 2-track CD (HVN145CD)
1. Black and White Town 4:23
2. At the Tower (collaborazione di Lee Hazlewood) 4:37

UK edizione limitata con poster pieghevole
1. Black and White Town 4:23
2. 45 4:17
3. Eleven Miles Out 4:32
4. Black and White Town (Enhanced Video)

UK 7" in vinile con poster estraibile (HVN145)
1. Black and White Town 4:23
2. 45 4:17

## Classifiche
| Classifica (2005) | Posizione massima |
| ----------------- | ----------------- |
| Irlanda           | 11                |
| Regno Unito       | 6                 |